# I Put A Spell On You (álbum)
I Put A Spell On You es un álbum de estudio de la cantante y compositora estadounidense Nina Simone, publicado en junio de 1965 por Philips Records, y grabado en Nueva York entre 1964 y 1965. Contiene la canción homónima que alcanzó el puesto número 23 en la lista Hot R&B/Hip-Hop Songs y el puesto número 28 en los UK Singles Chart.

## Músicos
- Nina Simone, piano y voz
- Rudy Stevenson, guitarra
- Hal Mooney, arreglos
- Horace Ott, arreglos

## Lista de canciones
| N.º | Título                      | Duración |  |
| 1.  | «I Put a Spell on You»      | 2:34     |  |
| 2.  | «Tomorrow Is My Turn»       | 2:48     |  |
| 3.  | «Ne me quitte pas»          | 3:34     |  |
| 4.  | «Marriage Is for Old Folks» | 3:29     |  |
| 5.  | «July Tree»                 | 2:41     |  |
| 6.  | «Gimme Some»                | 2:57     |  |
| 7.  | «Feeling Good»              | 2:53     |  |
| 8.  | «One September Day»         | 2:48     |  |
| 9.  | «Blues on Purpose»          | 3:16     |  |
| 10. | «Beautiful Land»            | 1:54     |  |
| 11. | «Il faut savoir»            | 2:41     |  |
| 12. | «Take Care of Business»     | 2:03     |  |